# فرشته رو
فرشته رو (فرانسوی: Gueule d'ange‎) فیلمی در ژانر درام است که در سال ۲۰۱۸ منتشر شد. از بازیگران آن می‌توان به ماریون کوتیار و استفان ریدو اشاره کرد.